# 杜汶澤
杜汶澤（英語：Chapman To Man Chak，1972年6月8日—），原名吳卓彰（英語：Edward Ng），香港男電視節目主持及演員，曾為電視藝員及電台節目主持人多年，風格幽默，主要参演喜劇作品。因支持社會運動被中國大陆及香港封殺。2022年已獲得中華民國身分證。

## 經歷
1972年6月8日， 杜汶澤在油麻地廣華醫院出生，而他的父親在油麻地以經營生果欄養家。他小學就讀於拔萃小學，中學就讀於拔萃男書院。當時中一派位被分配到聖文德書院，後經拔萃小學一位校工保薦，杜汶澤順利升上拔萃男書院，教導過他的老師包括有任教美術科、歌手何韻詩的父親何德星，杜、何二人因而於加入娛樂圈前互相認識。杜曾於部分訪問承認對何有好感，唯何實為同性戀者，故對杜不為所動。
杜汶澤在加入演藝圈前及初期愛好賭馬，常投注當年短途馬王「澤汶渡」並屢獲甜頭，故將該馬名之倒序用作自己之新藝名。其後杜因沉迷賭博而導致債台高築，曾為逃避債主而一度潛逃台灣，在成衣廠擔任工人達1年，經一番努力下才成功戒賭返港。
1994年當他還是裝修工人的時候，因幫助電視台監製蕭鍵鏗裝修和髹油而被發掘，加入亞洲電視，其後被亞洲電視監製冼志偉（已故）發掘，拍攝劇集《我和殭屍有個約會》金正中一角與貞子相戀而嶄露頭角。曾為電台節目主持人多年，風格風趣幽默，在文戲和喜劇皆有代表作。
其後轉往電影發展，並以2002年拍攝電影《無間道》「傻強」一角成名，獲提名香港電影金像獎最佳男配角。 2005年電影《頭文字D》角色「阿木」更為年輕觀眾津津樂道，家傳戶曉。2012年領銜主演《低俗喜劇》更突破3000萬票房，同年憑《DIVA華麗之後》在評論學會首膺影帝。
他曾於香港商業電台與吳君如主持《嘩嘩嘩打到嚟！》及《在晴朗的一天出發》等節目，亦曾在有線娛樂新聞台主持《先睇星期四》及《再睇星期五》兩個節目。他曾著作《江湖血淚史》（杜汶澤親述、柳飄飄執筆）述說其演藝歷程及奮鬥經歷。
杜汶澤早年曾離婚，其後又曾與脫星顏仟汶相戀。後來於2005年6月7日再度與拍拖五年的田蕊妮結婚。2003年底翻唱黎明的歌曲《眼睛想旅行》及由黎明親自和音的《開心到震》，歌曲被收入東亞唱片的聖誕精選專輯中。
2006年，杜汶澤首次擔任男主角，並兼任監製的電影《伊莎貝拉》成為該年唯一一部入圍柏林電影展競賽部分的華語電影，更獲提名角逐柏林影帝之榮譽。杜汶澤在該片飾演一名失意的澳門司警兼且飾演梁洛施（Isabella）的父親。該片由林建岳名下寰亞電影投資1000萬港元製作，彭浩翔執導，杜汶澤和彭浩翔組成的「不是兄弟公司」負責攝製。
2006年6月，有線電視獨家轉播2006年世界盃，杜汶澤與張達明合作為有線主持《2006有線世界盃嘉年華》。2006年10月，轉投TVB，主持《價啱畀你》。
但自2006年下半年，杜汶澤被傳因口不擇言開罪無數演藝圈的藝人（吳君如，曾志偉，劉德華，容祖兒）、電影導演（杜琪峰）、商業電台副主席（俞琤）與寰亞電影公司的老闆（林建岳）而引致事業開始走下坡，相繼被商業電台解僱并失去廣告代言人資格。至2007年底，更有雜誌指杜汶澤被業主劉德華下令收回租住豪宅的業權，被迫遷出布力架街豪宅。後來杜汶澤出席劉德華的演唱會做嘉賓，在舞臺上表示與劉德華沒有不和。歷經事業低潮的杜汶澤其後篤信佛教，並戒酒戒煙及食素，曾經一改過去口不擇言的態度。
2009年3月，杜汶澤正式加盟英皇電影，希望除了可以做演員，亦可做導演和監製。
2012年4月驚傳罹患罕見疾病「米勒費雪症候群」（「吉巴氏綜合症」的变体，其病因目前仍不甚确定，其病理现象为脑干之脑神经核体功能缺损），病情嚴重會導致四肢癱瘓，甚至呼吸困難、窒息致死，杜汶澤曾一度宣布停止演藝工作，專心的接受治療，並強調自己會樂觀堅強的對抗病魔；隨後在家養病半年，靠打坐與西醫治療，已經康復。
2012年8月後憑《低俗喜劇》獲得美國奇幻電影節最佳喜劇男主角、第49屆金馬獎最佳男主角提名，同時憑DIVA華麗之後提名台灣金馬獎最佳男配角。
2013年1月憑電影《DIVA華麗之後》於第19屆香港電影評論學會大獎中獲得最佳男主角獎，演技受到認同。同年憑《低俗喜劇》第一次被提名香港電影金像獎最佳男主角成為大熱，可惜最終敗給梁家輝的《寒戰》。
2014年5月，因在台灣太陽花學運的網路論戰中發言支持該運動，并稱“中國網民自以為是，沒多大本事”及“有本事阻止我來大陸”而遭到中国内地观众抵制。暫時離開香港，至美國居住。
2014年12月，杜汶澤轉戰東南亞市場跟馬來西亞導演鄭建國在當地合組一家名為Dream Moon的電影公司。
2017年杜汶澤首次執導筒，自編自導自演並與鄧麗欣合作電影《空手道》，獲得多項金像獎提名。
2018年3月，杜汶澤創辦網絡傳媒平台「杜汶澤喱騷」，以惡搞及抽水形式諷刺時弊。
杜汶澤妻子是前無綫電視藝員田蕊妮。杜汶澤這個藝名源自馬匹澤汶渡，影圈以外，多次聲援台灣的民主運動。2017年首次執導筒，自編自導自演並與鄧麗欣合作電影《空手道》，獲得多項金像獎提名。
2019年，演出電影《G殺》於香港正式上映。
2020年11月，到臺灣發展長居，以「特殊成就」身份申請專業移民，在台灣陸續成立「光復影視娛樂有限公司」與「小杜良品」品牌。
2020年12月18日，杜汶澤正式把網台節目由 Facebook 及 Youtube 的免費平台轉到自家建立的收費平台，雖在此之前已曾為免伺服器流量等問題延期過一次，但由於當天 15:00 後開台後登入人數太多而引致大塞車，大量用戶聲稱登入及「課金」系統出現問題，一直到翌日近中午時間才回復正常。同年底，以文化藝術類別向中華民國文化部申請取得「就業金卡」，未來三年可隨時來台工作、並享減免所得稅優惠及健康保險、配偶及未成年子女也能依親在台居留。
後陸續擔任高雄市台港文化交流協會理事長，2022年加入中华民国国籍并取得中華民國身份證。
杜汶澤早年信奉基督新教，後為拍三級片而改信道教和佛教。

## 慈善活动
2011年6月10日，杜汶泽生日宴会将所有现场朋友的禮金用来购买书包和文具，捐给青海玉树地震灾区贫困小学。同时联合慈善基金亲手把这些慈善品送往青海给贫困小朋友，6月23日杜汶泽参加“情系玉树-爱心书包”小组，奔赴玉树灾区献爱心。
2021年4月2日，杜汶澤代表旗下收費平台捐出新台幣一百萬給予 2021年太魯閣列車出軌事故死者家屬。杜汶澤於其個人臉書（Facebook）表示「一方有難，八方支援，感謝過去台灣人對香港的支持！」。

2021年7月20日，因應台灣爆發新冠疫情，並於臺北市萬華區引起廣泛傳播，杜汶澤於個人臉書號召港人一同捐助幫助萬華居民待用餐、表示“享受台灣自由的同時、也能慷慨幫助他人”
並且每月定期透過慈善基金會持續捐助幫助萬華居民待用餐。
2022年1月12日，杜汶澤攜手創世基金會南下高雄送暖、籲在台港人響應助弱勢。
2022年2月17日，杜汶澤於個人臉書宣布將成立「香港人學生在台灣」獎學金、並將於同年度9月開辦、幫助同是在台灣的香港學生們、盡一份心力。
2022年3月12日，杜汶澤幫助受傷居台港人支付醫療費等手術費及醫護開支、發揮香港人團結及守望相助的精神。

## 相關事件

### 粗口影評風波
2011年4月中，Youtube出現一段香港藝人杜汶澤朗誦一篇高登網民發佈的一篇長篇、關於《3D肉蒲團之極樂寶鑑》並夾雜大量粵語髒話的影評，引起報道，其後他於自己的新浪微博向蕭若元道歉，蕭若元則於自己的微博指沒有介意，並視此事件為玩笑一則。

### 封殺風波
2014年，杜汶澤因聲援太陽花運動後與大陸網民展開罵戰，後因反擊對方“不用再說什麼有本事別來大陸圈錢？我告訴你有本事阻止我來大陸！”而被大陸民眾封殺，同年上映的電影《放手愛》在中國大陸票房慘淡，僅六萬人民幣。

### 支持台灣太陽花學運
2014年3月，杜汶泽在Facebook多次發表支持台灣反兩岸服務貿易協議的太陽花學運的言論，被意见相异的大陆网民围攻，杜汶泽在社群网站反驳称“有时候，对于某些大陆网民自以为是的言论，大家不用太在意，其实他们并没有多大的本事，只不过刚好够钱去了个网咖而己”、“某些大陆人看电影、听音乐都是免费非法下载，得了便宜的人把嘴巴放干净点”等，引来许多大陆网民不满，随后又反击某些大陆网民“野蛮”。这也导致大批大陆“反泽”人士在其Instagram反对他到大陆赚钱，杜汶泽则反击对方：“不用再说什么有本事别来大陆圈钱？我告诉你有本事阻止我来大陆！”3月23日，微博认证为“麦特文化传媒总裁陈砺志”也通过新浪微博加入抵制杜汶泽的队伍，称：“我投资制作的电影，绝不用杜汶泽。有杜汶泽参与的任何项目，我主控的公司绝不参与（投资，营销）。”成为首家抵制杜汶泽的大陆影视公司。国台办面对此话题时则回应：公众人物受民意检验。

### 批評容祖兒
同年3月底，「伍樂城幻想國度作品演唱會2014」期間，原本連續擔任兩晚表演嘉賓的杜汶澤，在首場演唱會上重提《DIVA華麗之後》的事，指原先外界看好容祖兒奪得影后寶座，想不到最後卻只有自己受封影帝，更送上歌曲《逃避你》調侃容祖兒為「票房毒藥」。此舉惹怒了容祖兒，她在Facebook留言，批評杜汶澤以傷害人為樂，是她在娛樂圈中唯一一個討厭的人。杜汶澤為此缺席第二晚的演唱會及在Facebook上向容祖兒道歉。

### 被中國大陸封殺
杜汶澤主演《放手愛》同年五一黃金周在中國大陸上演，有大陸網友再次提起杜汶澤3月的言論，呼籲集體抵制杜汶澤參演的電影。在這種氣氛下，《放手愛》上映頭兩日的票房不足6萬。該片發行商前晚在新浪微博發表聲明，稱選用杜汶澤是「选演员的失误，用了一个没有艺德的演员。」對其言論「我們也表示極為憤慨」。
同年5月8日，杜汶泽客串的电影《香港仔》在大陸上映，遭到大陸多家影院抵制，首日票房仅300万，片方宣称首日票房600万，但对多家网络票站的详细数据进行分析后，此片连公开宣传的票房的一半都没达到。最终《香港仔》亏了2500万。之后上映的另一部影片《不可思异》，片方删除了杜汶泽的全部戏份。

### 拖欠薪金及封殺藝人事件
2019年1月22日，程美段完成杜汶澤節目的所有拍攝工作，但一直收不到9000元的工資，由4月4日開始，程多次追問杜汶澤公司的總經理黎家豪（豪仔）但未收到回應。4月26日，有記者採訪程，程交代近況時談及未收到工資的事。4月27日，杜汶澤在面書發文反駁，指4月4日已透過銀行過數付了程的工資，並說：「不過我亦響度提醒其他同業，大家用呢個人記得小心啲」之後程詳細列出整件事的時間表以作回應，銀行過數日期是4月24日，入數紙影像的日期「24Apr2019」因不明原因變成了「4Apr2019」。程美段表示，苦等了三個月仍未收到工資，並長期被對方「已讀不回」，若這樣也叫博宣傳，那麼她願意道歉。。有傳媒評論指杜汶澤拖欠三個月工資怎好意思「聲討」及「封殺」程美段，為什麼被拖欠工資三個月的人要承受冷嘲熱諷？有網民認為杜汶澤的員工有更改入數紙日期之嫌。4月29日杜汶澤再回應說：「本公司與程小姐在合作期間，從來沒有承諾出糧時間，可能娛樂圈以外的人士，並不了解我們行業出糧時間的習慣及運作，唔X識又招X積。而所有為本公司工作的主持人，從來沒有一個對本公司的出糧時間有意見，合作亦相當愉快，只有程美段一個人，對此有意見，並且主動向傳媒篤灰。我可以負責任的說，三個月雖然不算早，但在行業當中，絕對不算遲......你班假波毒X、社記深黃、垃圾藍屍，未免太看得起自己，本人四面受敵八面威風，從來不會輕易屈服！」有網民指杜的說法是「惡人先告狀」、「集非成是」。程美段之後公開了1月20日她與總經理豪仔的Whatsapp聲音留言，留言中豪仔說：「最初時傾當$1,500一組，當然可能係underate咗，但大家都想合作，6組就$9,000，應該拍完之後，我諗一個禮拜之後就會出糧。」5月1日，杜汶澤終於在直播節目中向程美段鞠躬道歉。

### 與陳百祥對辯時局
2019年11月5日，陳百祥和杜汶澤應港台節目視點31邀請對談政局，甫開始二人便有「激烈火花」。陳指自己「睇唔到差人暴力(看不到警察暴力)」、「無怨無仇點解打你呢(無怨無仇為何打你呢)」，又指自己不信民調結果。討論到新屋嶺疑出現強姦事件，陳指這是「海市蜃樓」，「做緊嘢邊得閒強姦你(正在工作的時候那裏會有時間強姦你)」。但陳其後表示支持成立獨立調查委員會。
雙方亦有討論到7月21日元朗襲擊事件 ，陳百祥先稱當時白衣人無攻擊性武器，後改口指只是藤條、木棍。杜汶澤提出質疑，指白衣人拿的是鐵通，而且自己「睇到嘅係白衣人打人」。
有近30萬人觀看直播，香港01就二人辯論在Facebook進行網上投票，結果有74%的網民認為杜汶澤佔優。

## 作品

### 電視劇
| 年份   | 劇名                 | 角色                 |
| ------ | -------------------- | -------------------- |
| 1994年 | 愛者有其屋           |                      |
| 1994年 | 94愛情故事           |                      |
| 1995年 | 九王奪位             | 太監                 |
| 1995年 | 精武門               | 成                   |
| 1995年 | 包青天               | 狀元府下人           |
| 1995年 | 殭屍道長             | 查理                 |
| 1995年 | 有房出租之安魂曲     | 豐成貿易公司職員     |
| 1996年 | 我和春天有個約會     | 佐治                 |
| 1996年 | 再見艷陽天           | 阿水                 |
| 1996年 | 千王之王重出江湖     | 阿衛                 |
| 1997年 | 等著你回來           | 唐少雄               |
| 1997年 | 97變色龍             | 馮曉棠（影射鄧兆尊） |
| 1997年 | 著數一族             | 展發                 |
| 1998年 | 我和殭屍有個約會     | 金正中               |
| 1999年 | 我來自廣州           | 周敬業               |
| 1999年 | 非常女警             | 非龍                 |
| 1999年 | 英雄之廣東十虎       | 馬艇                 |
| 1999年 | 南海十三郎           | 陳水                 |
| 2000年 | 寶島春夢             | 陳小扁（影射陳水扁） |
| 2000年 | 我和殭屍有個約會II   | 金正中               |
| 2000年 | 影城大亨             | 勝龍（影射成龍）     |
| 2000年 | 香港一家人           |                      |
| 2010年 | 勝者為王…爭霸        | 姜華/尖頭            |
| 2010年 | 女王辦公室           | 施拾壹（Leven）      |
| 2000年 | 法門（香港電台劇集） | 趙世良、老翻強       |
| 2002年 | 百分百感覺           | 陳老闆               |
| 2003年 | 三更之困𨋢           |                      |
| 2003年 | 男女字典             |                      |
| 2004年 | 功夫足球             | 陸轆                 |
| 2017年 | 噗通噗通我愛你       | 麵攤老闆（客串）     |
| 2019年 | 仇老爺爺             | 黃退（客串）         |
| 2025年 | 零日攻擊             | 強哥                 |

### 電視節目
| 年份   | 節目名稱   |
| ------ | ---------- |
| 2006年 | 15/16      |
| 2009年 | 問題娛樂圈 |
| 2009年 | 係咪小兒科 |
| 2014年 | 女皇的盛宴 |

### 廣播劇
| 節目名稱             |
| -------------------- |
| 奪鏢前傳（商業電台） |
| 黃金少年（商業電台） |

### 舞台劇
| 年份   | 節目名稱       |
| ------ | -------------- |
| 2001年 | 十九樓半的夏天 |
| 2003年 | 大衛營         |

### 棟篤笑
| 年份   | 節目名稱                     |
| ------ | ---------------------------- |
| 2013年 | 咔啦騷 2/22~2/25             |
| 2018年 | 我殺死了尊貴客戶 11/17~11/18 |
| 2020年 | 香港企硬05/11～06/11         |

### 電影
| 年份   | 片名                 | 角色                            |
| ------ | -------------------- | ------------------------------- |
| 1999年 | 屍氣逼人             | 阿澤                            |
| 1999年 | 1959某日某           | 講手王                          |
| 2000年 | 正將                 |                                 |
| 2000年 | 刑「殺之法」         |                                 |
| 2000年 | 江湖告急             | 東東                            |
| 2000年 | 流氓師表             | 蝌蚪                            |
| 2000年 | 緣份有Take 2         |                                 |
| 2000年 | 黑血                 |                                 |
| 2000年 | 情陷百樂門           |                                 |
| 2000年 | 火爆刑警             |                                 |
| 2001年 | 男歌女唱             | 歌唱比赛场务                    |
| 2001年 | 地久天長             |                                 |
| 2001年 | 有人說愛我           |                                 |
| 2001年 | 陰陽愛               |                                 |
| 2001年 | 九龍冰室             | 長髮                            |
| 2001年 | 橫行霸盜             |                                 |
| 2001年 | 正將                 |                                 |
| 2002年 | 無間道               | 徐伟强（傻強）                  |
| 2002年 | 金雞                 | 龍哥                            |
| 2002年 | 絕世好B              | 陸安同                          |
| 2002年 | 賭神之神             |                                 |
| 2002年 | 乾柴烈火             |                                 |
| 2002年 | 豬扒大聯盟           | 神醫                            |
| 2002年 | 黑道風雲             |                                 |
| 2002年 | 一碌蔗               | （客串）                        |
| 2002年 | 五個嚇鬼的少年       | 阿sir                           |
| 2002年 | 九個女仔一隻鬼       | 杜sir                           |
| 2002年 | 頑皮鬼               |                                 |
| 2002年 | 行運超人             | Honey                           |
| 2002年 | 老鼠愛上貓           | 五鼠之一                        |
| 2002年 | 千機變               | （客串）                        |
| 2003年 | 金雞2                | 阿金孫子                        |
| 2003年 | 黑俠2                | King （同時擔任粵語版配音導演） |
| 2003年 | 無間道II             | 徐偉強（傻強）                  |
| 2003年 | 無間道III終極無間    | 徐偉強（傻強）                  |
| 2003年 | 絕種鐵金剛           | 關仁（曼瓊之弟）                |
| 2003年 | 大丈夫               | 徐嬌                            |
| 2003年 | 黑白森林             | 大隻西                          |
| 2003年 | 下一站…天后          |                                 |
| 2003年 | 奇逢敵手             |                                 |
| 2003年 | 絕種好男人           | 失敗輝                          |
| 2003年 | 老鼠愛上貓           | 韓彰（二鼠）                    |
| 2003年 | 1:99電影行動         |                                 |
| 2004年 | 墨斗先生             | 巡警                            |
| 2004年 | 身驕肉貴             | 畢嘉生                          |
| 2004年 | 六壯士               |                                 |
| 2004年 | 我要做Model          | （客串）                        |
| 2004年 | 精裝追女仔2004       |                                 |
| 2004年 | 大佬愛美麗           | 潘中堅(潘八之子)                |
| 2004年 | 江湖                 | 濤哥                            |
| 2005年 | 黑白戰場             |                                 |
| 2005年 | 頭文字D              | 立花樹（阿木）                  |
| 2005年 | 情義我心知           | 黃海                            |
| 2005年 | 童夢奇緣             | 男警察                          |
| 2005年 | 韓城攻略             | 關仁                            |
| 2006年 | 伊莎貝拉             | 馬振成                          |
| 2006年 | 緣邀知音             | Chapman                         |
| 2006年 | 傷城                 | 崔永光                          |
| 2007年 | 戲王之王             | 狂森                            |
| 2007年 | 破事儿               | 鄭錦富友人                      |
| 2008年 | 我不賣身、我賣子宮   | 警員                            |
| 2008年 | 大搜查之女           | 李華勝                          |
| 2008年 | 停車                 | 香港來的裁縫師                  |
| 2008年 | 回家的路             |                                 |
| 2009年 | 同門                 | 黑水                            |
| 2009年 | 前度                 | 醫生                            |
| 2010年 | 鎗王之王             | 劫匪 彭濤                       |
| 2010年 | 人間喜劇             | 司徒春運（殺手）                |
| 2010年 | 翡翠明珠             | 楊公公                          |
| 2010年 | 綁架冰激凌           | 張天勝                          |
| 2011年 | 神奇俠侶             | 家庭暴力者                      |
| 2011年 | 最強囍事             | 廖小必（滑溜溜）                |
| 2011年 | 猛男滾死隊           | 司徒奇峰                        |
| 2011年 | 出軌的女人           | 黑白哥                          |
| 2011年 | 全球熱戀             | 陳志偉（心理醫生）              |
| 2011年 | 白蛇傳說             | 蛤蟆妖                          |
| 2011年 | 巨額交易             | 王雲鵬                          |
| 2011年 | 將愛                 | 潘肖                            |
| 2011年 | Laughing Gor之潛罪犯 | 劉忠切（大切）                  |
| 2012年 | 八星抱喜             | 華一聲（傾城武）                |
| 2012年 | 爛賭夫鬥爛賭妻       | 舒奇                            |
| 2012年 | 桃姐                 | 牙醫                            |
| 2012年 | 嫁個一百分男人       | 關仁                            |
| 2012年 | 高舉愛               | 石勇                            |
| 2012年 | 懸紅                 | 曹世鳳（阿曹）                  |
| 2012年 | 低俗喜劇             | 杜惠彰                          |
| 2012年 | DIVA華麗之後         | 文健新（man）                   |
| 2013年 | 快樂到家             | 巴松                            |
| 2013年 | 百星酒店             | 彭俊                            |
| 2013年 | 超級經理人           | 麥超                            |
| 2013年 | 飛虎出征             | 小強                            |
| 2013年 | 爛滾夫鬥爛滾妻       | 風水師 車震                     |
| 2013年 | 結婚那件事之後       | 客串                            |
| 2014年 | 賭城風雲             | 牛牛                            |
| 2014年 | 金雞SSS              | 田聰                            |
| 2014年 | 黑色喜劇             | 惡魔                            |
| 2014年 | 豪情3D               | 陳偉文                          |
| 2014年 | 放手爱               |                                 |
| 2014年 | 香港仔               | 客串                            |
| 2014年 | 唐伯虎衝上雲霄       | 古九寒                          |
| 2015年 | 麻雀王               | 阿发                            |
| 2016年 | 開飯啦！             | 大洪                            |
| 2016年 | 選老頂               | 林七鋒（阿七）                  |
| 2017年 | 空手道               | 陳強                            |
| 2019年 | G殺                  | 龍爺                            |

### 電影配音
| 年份   | 名稱                                       | 聲演角色 |
| ------ | ------------------------------------------ | -------- |
| 2002年 | 黑俠2                                      |          |
| 2003年 | 非常小特務3D立體出擊                       |          |
| 2003年 | 老夫子反斗偵探                             | 老夫子   |
| 2003年 | 海底奇兵                                   | 大口祖   |
| 2004年 | 史力加2                                    | 史力加   |
| 2004年 | 天下無賊                                   | 傻根     |
| 2006年 | 莎樂的神奇網網                             |          |
| 2007年 | 史力加3                                    | 史力加   |
| 2007年 | 忍者龜：炫風再起                           | 拉斐爾   |
| 2010年 | 史力加萬歲萬萬歲                           | 史力加   |
| 2010年 | 外星51                                     | 澤克     |
| 2010年 | 精武風雲                                   | 黃昊龍   |
| 2011年 | 森美海底歷險                               | 阿威     |
| 2012年 | 森美海底歷險2                              | 阿威     |
| 2015年 | 低俗殭屍玩出征 (What We Do in the Shadows) |          |

### 主持

#### 電視節目
| 節目名稱                           | 備註                                  |
| ---------------------------------- | ------------------------------------- |
| 電影Coolala（2001年）              | 亞洲電視本港台                        |
| 先睇星期四、再睇星期五             | 有線娛樂新聞台                        |
| 2006有線世界盃嘉年華               | 有線世界盃台                          |
| 價啱畀你                           | 無綫電視翡翠台                        |
| 杜汶澤食住上                       | 奇妙電視中文台 （現稱「香港開電視」） |
| 走佬去臺灣                         | ViuTV                                 |
| Good Night Show 全民星戰（第二季） | ViuTV                                 |
| 走佬去馬拉                         | ViuTV                                 |
| 壹鳩大事回顧                       | 杜汶澤喱騷                            |
| 為何深夜總是餓                     | 杜汶澤喱騷                            |
| YellopenRice                       | 杜汶澤喱騷                            |
| Genius Bar                         | 杜汶澤喱騷                            |
| 日本風涼話                         | 杜汶澤喱騷                            |
| 今晚poke嘢夜唔夜                   | 杜汶澤喱騷                            |
| 教育電視                           | 杜汶澤喱騷                            |
| Late Show                          | 杜汶澤喱騷                            |

#### 電台節目
| 年份          | 節目名稱                     |
| ------------- | ---------------------------- |
| 2001年-2004年 | 嘩嘩嘩打到黎（商業電台）     |
| 2004年-2006年 | 在晴朗的一天出發（商業電台） |
| 2012年        | 咔拉騷（商業電台）           |

### 執導及監製

#### 電影
| 年份   | 名稱         | 職務                         |
| ------ | ------------ | ---------------------------- |
| 2002年 | 黑俠2        | （粵語版配音導演、劇本總監） |
| 2005年 | 伊莎貝拉     | （監製）                     |
| 2007年 | 破事儿       | （監製）                     |
| 2010年 | 前度         | （監製）                     |
| 2012年 | DIVA華麗之後 | （監製）                     |
| 2015年 | 雛妓         | （監製）                     |
| 2015年 | 麻雀王       | （監製）                     |
| 2016年 | 開飯啦！     | （導演、編劇）               |
| 2016年 | 選老頂       | （監製）                     |
| 2017年 | 空手道       | （導演、編劇）               |

#### MV
| 年份   | 名稱                | 職務     |
| ------ | ------------------- | -------- |
| 2011年 | 陳奕迅 《張氏情歌》 | （導演） |

### 音樂

#### 歌曲
| 歌名         | 劇名/影片                       | 性質   | 備註 |
| ------------ | ------------------------------- | ------ | --- |
| 捱           | TVB電視劇《女王辦公室》         | 主題曲 | 與吳卓羲、何韻詩合唱 |
| 代價         | ATV電視劇《我和殭屍有個約會II》 | 插曲   | |
| 兄弟         | 電影《江湖》                    | 主題曲 | |
| 勇猛成大將   | 電影《精裝追女仔2004》          | 主題曲 | |
| 眼睛想旅行   |                                 |        | 翻唱黎明金曲 |
| 開心到震     |                                 |        | |
| 賓妹正傳     |                                 |        | 在網上流傳一首改編自李克勤《高妹》一曲的搞笑歌詞，後被杜汶澤在《嘩嘩嘩打到嚟》中現場演唱，再被網友廣泛流傳。是內容圍繞香港的菲律賓女傭的搞笑作品                     |
| 董太我好驚你 | 懵太                            | 主題曲 | 歌詞由林子揚與一毫子創作）（網絡改編歌，歌詞改編自兒歌《叮噹》，歌詞諷刺當時香港特區行政長官董建華夫人董趙洪娉身穿全副保護衣到有非典型肺炎爆發的牛頭角下村探訪居民） |
| 我愛的人     |                                 |        | 其在演唱會上翻唱好友陳小春的歌 |
| 超級經理人   | 電影《超級經理人》              | 主題曲 | |

#### 專輯
| 發行日期   | 專輯名稱           | 發行公司 | 曲目 |
| ---------- | ------------------ | -------- | --- |
| 2006年11月 | 合氣道（AVEP）粵語 | 東亞唱片 | 曲目 1. Computer Data 2. Trailer for "A Melody Looking" DVD Release 3. 合氣道 (MV) 4. 誰教我 (MV) 5. 值得愛 (MV) (杜汶澤+應昌佑+黎明) 6. 合氣道 7. 誰教我 8. 值得愛 (杜汶澤+應昌佑+黎明) 9. 眼晴想旅行 10. 開心到震 (Featuring 黎明) |

### 出版
| 年份   | 書名                     | 作者                   | 出版社 |
| 2003年 | 《江湖血淚史》(上、下冊) | 杜汶澤親述, 柳飄飄文字 | 力出版 |

## 獎項及提名

### 金馬獎
| 年份   | 頒獎典禮     | 獎項       | 影片             | 角色          | 結果 |
| ------ | ------------ | ---------- | ---------------- | ------------- | ---- |
| 2003年 | 第40屆金馬獎 | 最佳男配角 | 《大丈夫》       | 徐嬌          | 提名 |
| 2006年 | 第43屆金馬獎 | 最佳男配角 | 《情義我心知》   | 黃海          | 提名 |
| 2012年 | 第49屆金馬獎 | 最佳男主角 | 《低俗喜劇》     | 杜惠彰        | 提名 |
| 2012年 | 第49屆金馬獎 | 最佳男配角 | 《DIVA華麗之後》 | 文健新（Man） | 提名 |

### 香港電影金像獎
| 年份   | 頒獎典禮             | 獎項         | 影片             | 角色           | 結果 |
| ------ | -------------------- | ------------ | ---------------- | -------------- | ---- |
| 2003年 | 第22屆香港電影金像獎 | 最佳男配角   | 《無間道》       | 徐偉強（傻強） | 提名 |
| 2004年 | 第23屆香港電影金像獎 | 最佳男配角   | 《無間道II》     | 徐偉強（傻強） | 提名 |
| 2013年 | 第32屆香港電影金像獎 | 最佳男主角   | 《低俗喜劇》     | 杜惠彰         | 提名 |
| 2013年 | 第32屆香港電影金像獎 | 最佳男配角   | 《DIVA華麗之後》 | 文健新（Man）  | 提名 |
| 2018年 | 第37屆香港電影金像獎 | 最佳新晉導演 | 《空手道》       | 不適用         | 提名 |

### 香港電影金紫荊獎
| 年份   | 頒獎典禮               | 獎項       | 影片           | 角色           | 結果 |
| ------ | ---------------------- | ---------- | -------------- | -------------- | ---- |
| 2003年 | 第8屆香港電影金紫荊獎  | 最佳男配角 | 《無間道》     | 徐偉強（傻強） | 提名 |
| 2006年 | 第11屆香港電影金紫荊獎 | 最佳男主角 | 《伊莎貝拉》   | 馬振成         | 提名 |
| 2006年 | 第11屆香港電影金紫荊獎 | 最佳男配角 | 《情義我心知》 | 黃海           | 提名 |

### 亞洲電視台慶頒獎典禮
| 年份   | 頒獎典禮                | 獎項       | 劇集                 | 角色   | 結果 |
| ------ | ----------------------- | ---------- | -------------------- | ------ | ---- |
| 1999年 | 亞洲電視台慶ATV頒獎典禮 | 最佳男配角 | 《我和殭屍有個約會》 | 金正中 | 獲獎 |

### 香港電影評論學會大獎
| 年份   | 頒獎典禮                   | 獎項       | 影片             | 角色          | 結果 |
| ------ | -------------------------- | ---------- | ---------------- | ------------- | ---- |
| 2005年 | 第12屆香港電影評論學會大獎 | 最佳男演員 | 《情義我心知》   | 黃海          | 提名 |
| 2010年 | 第17屆香港電影評論學會大獎 | 最佳男演員 | 《人間喜劇》     | 司徒春運      | 提名 |
| 2012年 | 第19屆香港電影評論學會大獎 | 最佳男演員 | 《高舉·愛》      | 石勇          | 提名 |
| 2012年 | 第19屆香港電影評論學會大獎 | 最佳男演員 | 《DIVA華麗之後》 | 文健新（Man） | 獲獎 |

### 華鼎獎
| 年份   | 頒獎典禮     | 獎項           | 影片             | 角色          | 結果 |
| ------ | ------------ | -------------- | ---------------- | ------------- | ---- |
| 2013年 | 第九屆華鼎獎 | 中國最佳男配角 | 《DIVA華麗之後》 | 文健新（Man） | 獲獎 |

### 華語電影傳媒大獎
| 年份   | 頒獎典禮               | 獎項       | 影片             | 角色          | 結果 |
| ------ | ---------------------- | ---------- | ---------------- | ------------- | ---- |
| 2013年 | 第13屆華語電影傳媒大獎 | 最佳男配角 | 《DIVA華麗之後》 | 文健新（Man） | 獲獎 |

### Yahoo!搜尋人氣大獎
| 年份   | 獎項               | 結果 |
| ------ | ------------------ | ---- |
| 2003年 | Yahoo!搜尋人氣大獎 | 獲獎 |

## 外部連結
- 杜汶澤个人的Facebook專頁
- 杜汶澤 Chapman To的Facebook專頁
- 杜汶澤在互联网电影资料库（IMDb）上的資料（英文）
- 在AllMovie上杜汶澤的頁面（英文）
- 杜汶澤在香港影庫上的簡介
- 光復影視娛樂有限公司 - 台灣公司資料 （页面存档备份，存于）
- 華文影史庫 杜汶澤 簡介 （页面存档备份，存于）